# Karl-Ludwig Schober

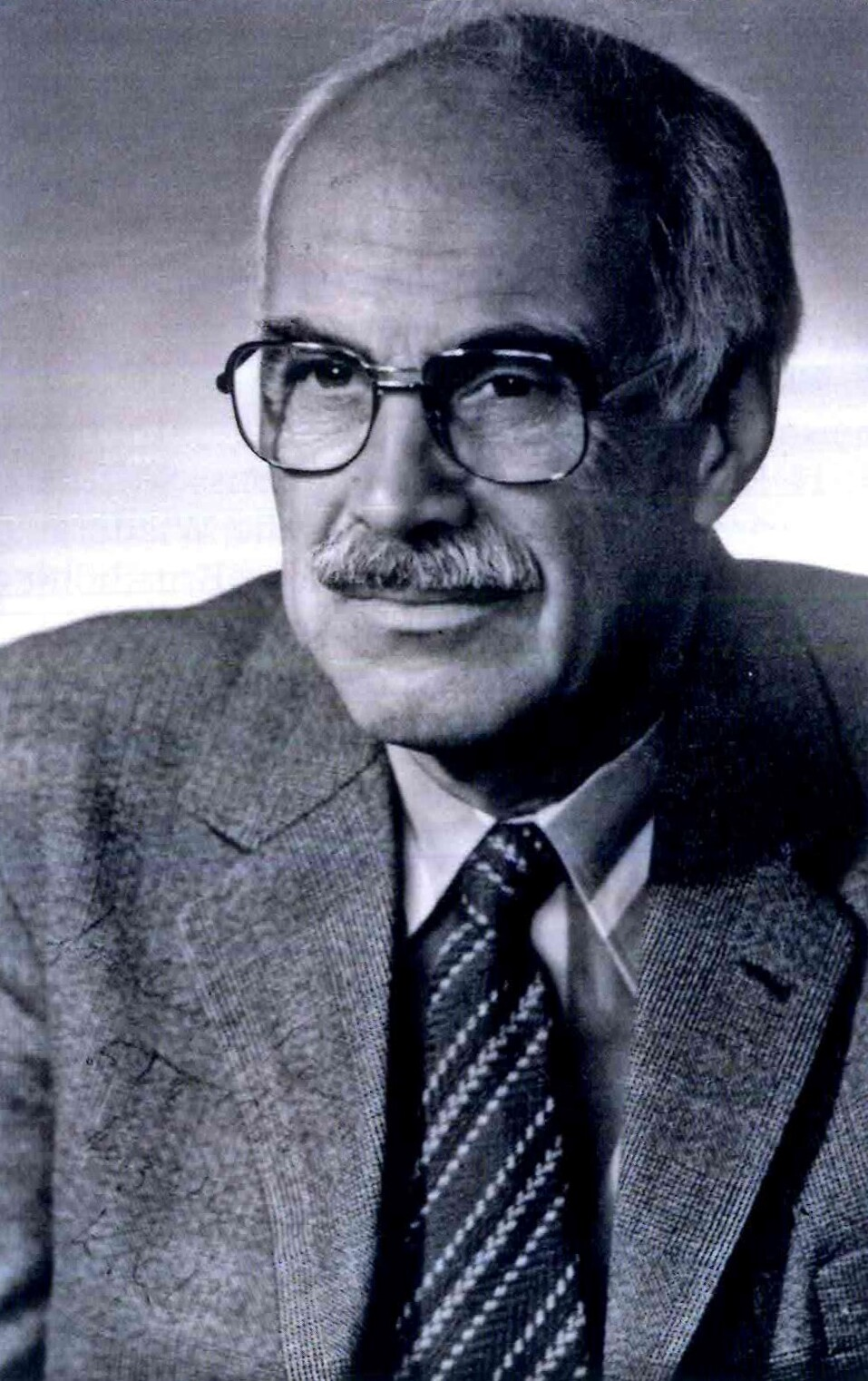
Karl-Ludwig Schober

Karl-Ludwig Schober (* 13. Juli 1912 in Halle (Saale); † 11. Oktober 1999 ebenda) war ein deutscher Chirurg und Hochschullehrer an der Martin-Luther-Universität Halle-Wittenberg. Er entwickelte die Hallesche Herz-Lungen-Maschine und war der bekannteste Herzchirurg der Deutschen Demokratischen Republik.

## Leben
Als Soldat in Stalingrad in sowjetische Gefangenschaft gelangt, kehrte er im Jahre 1948 nach Halle zurück, wo er 1959 Professor für Chirurgie und sieben Jahre später Chef der chirurgischen Universitätsklinik wurde.

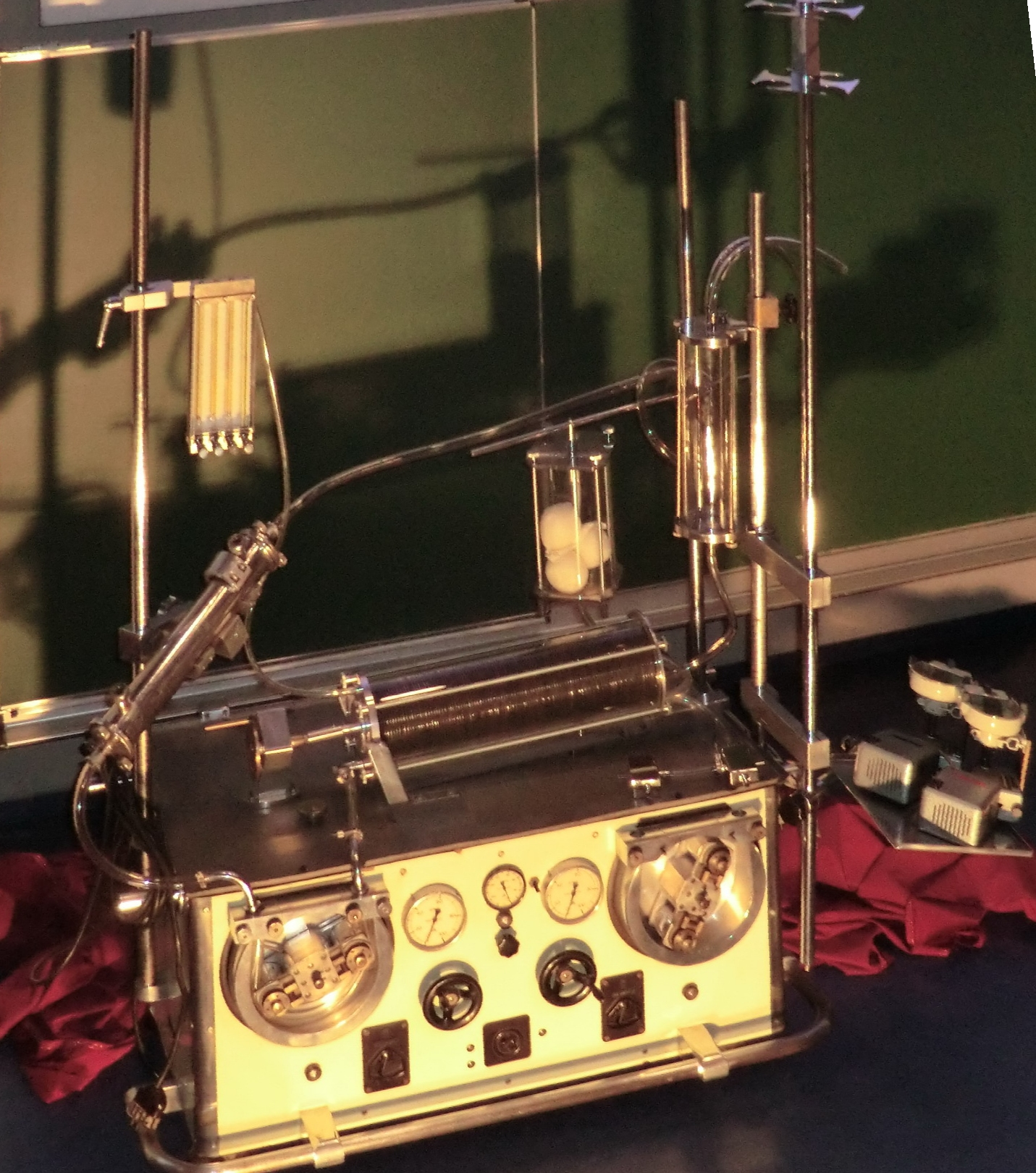
Hallesche Herz-Lungen-Maschine

Seit 1960 arbeitete Schober zusammen mit Rudolf Zuckermann, Rainer Panzner, Günter Baust und Fritz Struss an der Entwicklung und dem Bau einer eigenen Herz-Lungen-Maschine (HLM). Dies ergab sich aus der Notwendigkeit, dass eine HLM, die seit 1953 in den USA käuflich war, aus finanziellen Gründen nicht angeschafft werden konnte. Hingegen hatte die Leipziger Klinik für Herz- und Gefäßchirurgie 1962 eine HLM aus den Vereinigten Staaten importiert. Mit Hilfe dieser Halleschen Herz-Lungen-Maschine konnte am 3. April 1962 eine Operation am offenen Herzen erfolgreich vorgenommen werden.
Auf dieser Grundlage entwickelte sich in den folgenden Jahren und Jahrzehnten die Herzchirurgie in der DDR.
1969 wurde er zum Mitglied der Leopoldina gewählt.
Seit 2003 wird alle zwei Jahre der Karl-Ludwig-Schober-Preis an renommierte Altersforscher verliehen.